# Recurvirostra americana
Recurvirostra americana là một loài chim trong họ Recurvirostridae.
Môi trường sống giống là đầm lầy, bãi biển, ao cỏ, hồ nước nông ở trung tây xa về phía bắc miền nam Alberta, Saskatchewan và Manitoba, và trên bờ biển Thái Bình Dương của Bắc Mỹ. Cà kheo Mỹ tạo thành các nhóm hàng chục cặp. Khi hết mùa sinh sản, chúng tập hợp thành đàn lớn, đôi khi bao gồm hàng trăm loài chim. Ổ trứng gần nước, thường là trên các đảo nhỏ hoặc bờ lầy lội nơi truy cập bởi những kẻ săn mồi là khó khăn. Chim mái đẻ bốn quả trứng trong tổ hình đĩa, chim bố và chim mẹ thay phiên nhau ấp chúng. Sau khi nở, chim con tự kiếm mồi nuôi sống bản thân mà không được chim bố mẹ nuôi.
Chúng là loài cá di cư, và chủ yếu trúđông trên những bờ biển Đại Tây Dương và Thái Bình Dương phía nam Mexico và Hoa Kỳ.
Chúng kiếm thức ăn trong vùng nước nông hay trên các bãi bùn, thường xuyên quét mỏ từ bên này sang bên kia trong nước khi tìm giáp xác của nó và con mồi côn trùng. 